# 布爾格 (阿爾高州)

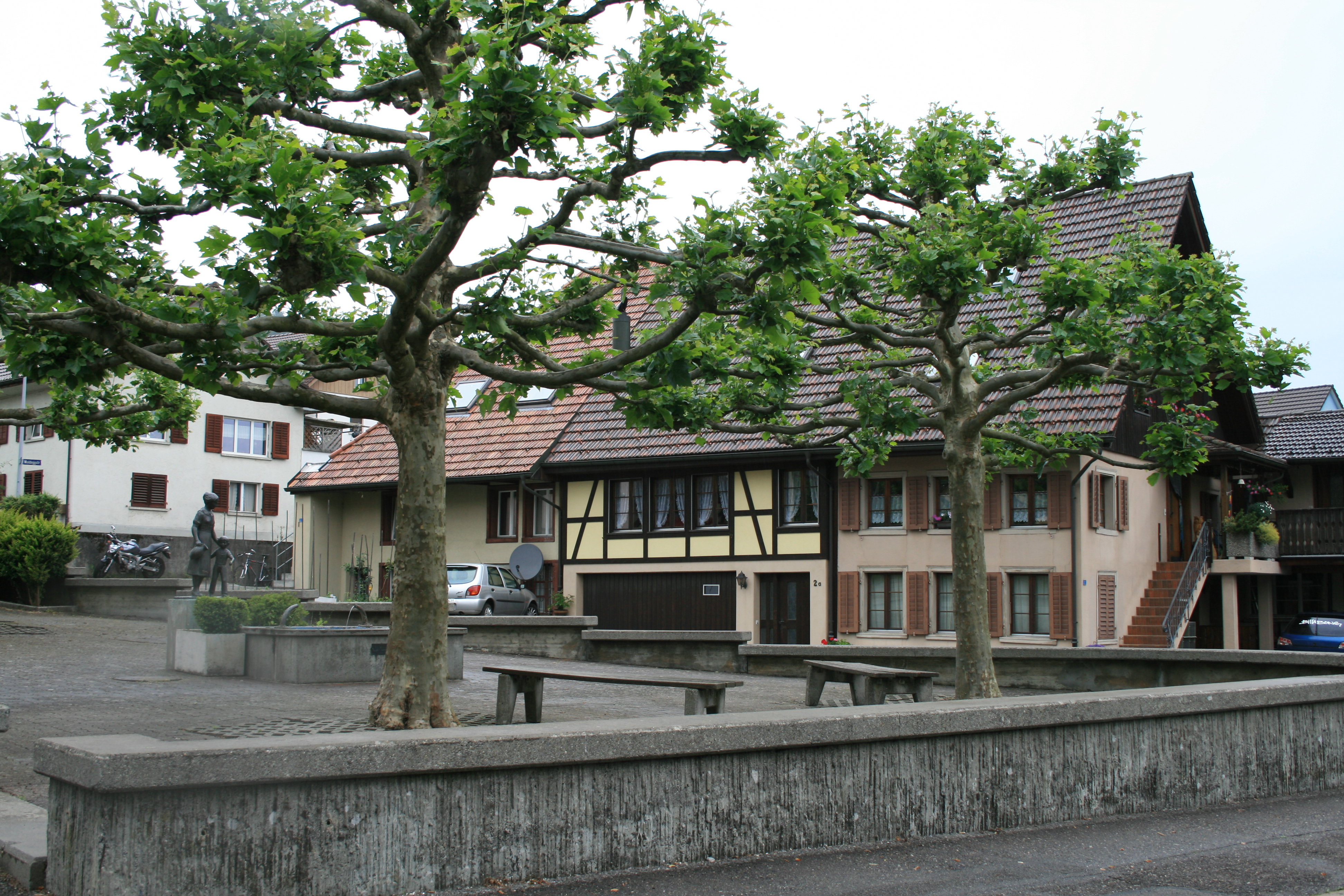

布爾格是瑞士的城鎮，位於該國北部，由阿爾高州負責管轄，面積.94平方公里，海拔高度622米，2012年人口986，四成人口信奉基督教，人口密度每平方公里1049人。